# والکان
والکان (انگلیسی: Volcan) شرکت معدن پرویی است، که در زمینه استخراج روی، مس و نقره فعالیت می‌کند. این شرکت در سال ۱۹۴۳ تأسیس شد.